# Pierre Lévêque (scientifique)
Pour les articles homonymes, voir Pierre Lévêque et Lévêque.
Pierre Lévêque, né à Nantes le 3 septembre 1746 et mort au Havre le 16 octobre 1814, était un savant physicien français, mathématicien et hydrographe, membre de l'Académie des Sciences.

## Biographie
Pierre Lévêque navigue pendant deux ans et acquiert une instruction étendue en autodidacte. Il devient ensuite professeur royal à Nantes, ingénieur, membre correspondant de l'Académie des Sciences en 1783 et membre correspondant de l'Académie de Marine. 
Pionnier de la science des longitudes, il s'inspire des travaux de l'astronome  Lalande pour calculer des tables générales qu'il publie en 1776. Il élabore ensuite un guide pratique pour la navigation en 1779, puis traduit et améliore le traité d'un confrère espagnol en 1783. L'année suivante, il se fait l'émule des frères Montgolfier en organisant le premier envol d'un ballon à Nantes. Il conçoit également la pompe à feu de la cité, qui est l'une des premières de France. Il est nommé examinateur de la marine en 1786.
La Révolution française contraint ce modéré à se taire puis à se cacher. Il est élu représentant de la Loire-Inférieure en 1797 mais rapidement destitué par le coup d'État du 18 fructidor an V. De nouveau proscrit, il doit sa réhabilitation à sa stature scientifique. Recruté comme examinateur des candidats à l'École polytechnique, il cumule cette fonction avec celle d'examinateur de la Marine et se fixe à Paris.
Élu associé non résidant de la section de mathématiques de l'Institut national des sciences et des arts en 1796, il est admis comme membre résidant (section de physique expérimentale, Classe de Sciences physiques et mathématiques) de l'Institut national, le 26 mars 1801. Lors de la réforme de l'Institut en 1803, il est admis en section de physique générale (Classe de Sciences physiques et mathématiques) de l'Institut, jusqu'à son décès en 1814. Il y travaille sur tous les sujets concernant la marine, et est chargé par le ministère de traduire une Description nautique des côtes orientales de la Grande-Bretagne (1803). Il est créé chevalier de l'Empire le 21 décembre 1808. Il siège aussi à l'Académie de marine.
Il mourut subitement le 16 octobre 1814 au Havre, où il était venu procéder à un examen des élèves de la marine. Il laissa inachevé un dictionnaire polyglotte des termes de la marine et plusieurs traités techniques.

## Publications
- Tables générales de la hauteur et de la longitude du nonagésime, calculées pour toutes les latitudes terrestres... à l'usage de l'astronomie et de la marine (Avignon, 1776, 2 volumes)
- Le Guide du navigateur, ou Traité de la pratique des observations et des calculs nécessaires au navigateur (Nantes, 1779)
- Examen maritime, théorique et pratique, ou Traité de méchanique, appliqué à la construction et à la manœuvre des vaisseaux et autres bâtiments, par don Georges Juan,... traduit de l'espagnol avec des additions (Nantes, 1783, 2 volumes)
- Mémoire sur les observations qu'il est important de faire sur les marées dans les différents ports de la République, fait au nom d'une commission (Paris, 1802)
- Description nautique des côtes orientales de la Grande-Bretagne et des côtes de Hollande, du Jutland et de Norvège, extraite et traduite de l'anglais (Paris, 1803)